# Liste des épisodes de SpieZ ! Nouvelle Génération
 (juillet 2015).
Si vous disposez d'ouvrages ou d'articles de référence ou si vous connaissez des sites web de qualité traitant du thème abordé ici, merci de compléter l'article en donnant les références utiles à sa vérifiabilité et en les liant à la section « Notes et références ».
Cet article présente la liste des épisodes de la série télévisée franco-canadienne SpieZ ! Nouvelle Génération.